# Suris
Suris är en kommun i departementet Charente i regionen Nouvelle-Aquitaine i västra Frankrike. Kommunen ligger  i kantonen Chabanais som ligger i arrondissementet Confolens. År 2018 hade Suris 250 invånare.

## Befolkningsutveckling
Antalet invånare i kommunen Suris
Referens:INSEE